# Julia Starp
Julia Starp (* 17. November 1982 in Dithmarschen) ist eine deutsche Modeschöpferin, die insbesondere für ihre nachhaltige und ökologische Mode ausgezeichnet wurde.

## Leben
Julia Starp wuchs in Dithmarschen in einem christlich geprägten Elternhaus auf. Starp schloss 2005 den Studiengang Modedesign an der privaten Akademie JAK in Hamburg ab. Danach arbeitete sie zwei Jahre lang in einer Werkstatt für behinderte Menschen, mit den Mitarbeitenden dort schuf sie eine gemeinsame Kollektion. 2007 machte sie sich als freiberufliche Modedesignerin selbständig und spezialisierte sich auf Mäntel, Kleider und Abendmode. 2009 gründete sie ihr Modelabel Julia Starp Modedesign und entwirft seitdem Prêt-à-porter-Kollektionen. Die von ihr verwendeten Materialien werden zum großen Teil fair gehandelt, sind nach dem Global Organic Textile Standard (GOTS) zertifiziert, werden in der Eu produziert und stammen aus ökologischem Landbau.
Von 2011 bis 2017 präsentierte sie ihre Kollektionen auf der Berlin Fashion Week. Zwischen 2011 und 2013 produzierte sie außerdem Kollektionen für die Marke Ecorepublic des Versandhandels Otto und stellte aus nicht mehr verwendeten Otto-Werbeplakaten durch Upcycling Kleidung und Taschen her.
2010 war ihre Kollektion Moonshape an den Teilnehmerinnen der fünften Staffel von Germany’s Next Topmodel zu sehen. Mit Rebecca Mir, Teilnehmerin der sechsten Staffel, arbeitete sie für die Kollektion Blickwinkel zusammen.
Die Kollektion SHE, hergestellt aus bemalten Leinwänden vom Berliner Mauer-Künstler Kiddy Citny, wurde 2013 im Staatlichen Textil- und Industriemuseum in Augsburg ausgestellt.
2015 veröffentlichte Julia Starp ein Märchenbuch mit klassischen Märchen der Brüder Grimm und Hans Christian Andersen, die von verschiedenen Fotografen, Models und Prominenten illustriert und interpretiert wurden. Der Gewinn des aus Crowdfunding finanzierten Projekts wurde gespendet.
Julia Starp ist verheiratet und lebt in Hamburg.

## Auszeichnungen
- 2005 Burda-Nachwuchsdesignerpreis[5]
- 2011 Success for Future Award, Kategorie „Ecotainment“[13]